# Auslandspostamt Marokko

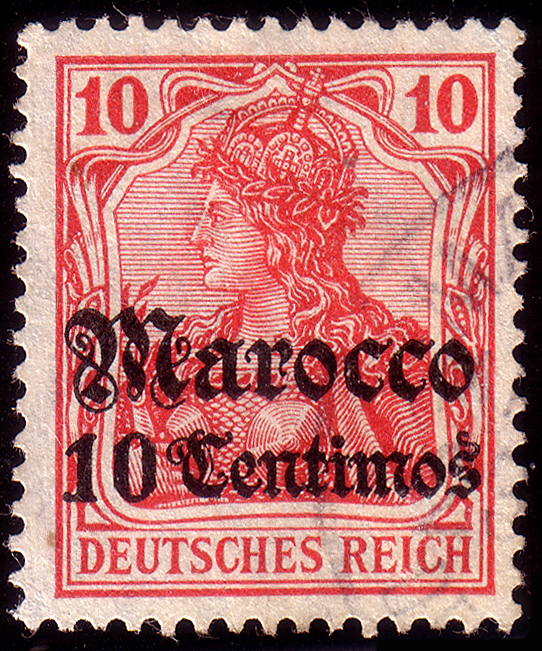
Briefmarke, ausgegeben vom Auslandspostamt Marokko

Das deutsche Auslandspostamt Marokko (anfangs: Auslandspostamt Marocco) der Deutschen Reichspost war ein deutsches Postamt, das ab 1899 Postdienstleistungen im Sultanat Marokko anbot.

## Funktion
Das wirtschaftliche Interesse an Auslandspostämtern bestand darin, deutschen Kaufleuten die postalische Kommunikation mit dem Heimatland oder anderen Staaten, die Mitglieder des Weltpostvereins waren, zu ermöglichen. Hinzu kam das politische Interesse des Deutschen Reiches, im Sultanat Marokko Fuß zu fassen – was misslang. Letztendlich kolonialisierte Frankreich das Gebiet und in zwei randlich gelegenen Gebietsstreifen Spanien.
Das deutsche Auslandspostamt Marokko arbeitete in Marokko selbst nur entlang der Küste, für Postdienste ins Hinterland arbeitete es mit privaten marokkanischen Postdiensten zusammen. Postsendungen nach Deutschland gelangten entweder von einer der marokkanischen Hafenstädte auf dem Seeweg nach Hamburg und gingen dort an die deutsche Reichspost über, oder sie wurden nach Spanien und von dort mit der Eisenbahn weiterbefördert.
Als Briefmarken wurden deutsche Marken verwendet, die einen Aufdruck erhielten; zunächst „Marocco“, ab 1911 „Marokko“. Der Wertaufdruck der Marken lautete zunächst  auf die deutsche Mark-Währung, was sich bei den Zahlungen in der landesüblichen Währung als sperrig erwies. Sie kamen wahrscheinlich nie zum Einsatz. Ihnen folgten Marken mit dem Wertaufdruck in der im Land verbreiteten spanischen Währung, Peseten und Centimos.
Die zentrale Dienststelle im Land war die deutsche Auslandspost in Tanger.

## Geschichte
Das Sultanat Marokko war am Ende des 19. Jahrhunderts noch nicht Mitglied des Weltpostvereins. Es existierten Postdienste für den Verkehr innerhalb des Sultanats, sowohl ein staatlicher als auch verschiedene private. Postverkehr mit dem Ausland boten diese Dienste nicht. Der wurde einzig von Auslandspostämtern europäischer Mächte geleistet. Großbritannien eröffnete seines 1857, dem folgten Frankreich 1862 und Spanien 1867.
Als erste Dienststelle des deutschen Auslandspostamts Marokko eröffnete am 20. Dezember 1899 ein Postamt in Tanger. Ihm folgten weitere Postämter in wichtigen Städten des Landes (siehe Übersicht). Als Marokko 1912 als Protektorat zwischen Frankreich und Spanien aufgeteilt wurde, berührte das die Arbeit der dort tätigen deutschen Auslandspostämter nicht. Als im Sommer 1914 der Erste Weltkrieg ausbrach, waren Deutschland und Frankreich seit dem 3. August 1914 Kriegsgegner, Spanien dagegen blieb in dem Konflikt neutral. Frankreich schloss daraufhin am 5. August 1914 alle deutschen Auslandspostämter in dem von ihm kontrollierten Teil des Protektorats Marokko, während die deutschen Auslandspostämter im spanisch kontrollierten Gebiet des Protektorats weiterarbeiteten. Erst in der Folge des für Deutschland 1918 verlorenen Weltkriegs schlossen auch diese zum 12. Juni 1919, zuletzt dann das in Tanger am 19. August 1919 als letztes deutsches Auslandspostamt überhaupt.

## Übersicht
| Stadt                      | Lage im Protektorat ab 1912 | eröffnet          | geschlossen     |
| -------------------------- | --------------------------- | ----------------- | --------------- |
| Alkassar                   | Spanien                     |                   | 12. Juni 1919   |
| Arzila                     | Spanien                     |                   | 12. Juni 1919   |
| Asimmur                    | Frankreich                  |                   | 5. August 1914  |
| Casablanca                 | Frankreich                  |                   | 5. August 1914  |
| Fès                        | Frankreich                  |                   | 5. August 1914  |
| Larache                    | Spanien                     |                   | 12. Juni 1919   |
| Marrakesch                 | Frankreich                  |                   | 5. August 1914  |
| Mazagan                    | Frankreich                  |                   | 5. August 1914  |
| Meknes                     | Frankreich                  |                   | 5. August 1914  |
| Mogador (heute: Essaouira) | Frankreich                  |                   | 5. August 1914  |
| Rabat                      | Frankreich                  |                   | 5. August 1914  |
| Safi                       | Frankreich                  |                   | 5. August 1914  |
| Tanger                     | neutrales Gebiet            | 20. Dezember 1899 | 19. August 1919 |
| Tétouan                    | Spanien                     |                   | 12. Juni 1919   |